# Laurent Philippe Charles van den Bergh
Laurent Philippe Charles van den Bergh, vanligen L.Ph.C. van den Bergh, född 20 juni 1805 i Düsseldorf, död 17 september 1887 i Haag, var en nederländsk arkivarie.
L.Ph.C. van den Bergh var verksam som riksarkivarie på nederländska riksarkivet i Haag. Han blev riddare av svenska Nordstjärneorden 1873.